# أندرو جي. ميلر
أندرو جي. ميلر (بالإنجليزية: Andrew G. Miller) هو محامي وقاضي أمريكي، ولد في 18 سبتمبر 1801، وتوفي في 30 سبتمبر 1874.